# Mesoligia minor
Mesoligia minor là một loài bướm đêm trong họ Noctuidae.